# مطار جينغدتشن جيا
مطار جينغدتشن جيا (بالإنجليزية: Jingdezhen Luojia Airport)‏ (إياتا: JDZ، إيكاو: ZSJD) يقع في مدينة جينغدتشن في جمهورية الصين الشعبية. صنف مطار جينغدتشن جيا في المرتبة الرابعة والثمانون في الصين من حيث عدد الركاب عام 2011 وفقًا لإدارة الطيران المدني في الصين، حيث تعامل مع 355,930 راكب، وبلغ إجمالي حركة الطائرات (القادمة والمغادرة) 3,104 طائرة وقد بلغت كمية البضائع المنقولة عبر المطار 679 طن.

## شركات الطيران والوجهات
| شركـات طيـران       | الوجهات |
| ------------------- | --- |
| Air Chang'an        | مطار نينغبو ليش الدولي، مطار شيان شيانيانغ الدولي                                                                |
| طيران الصين         | مطار بكين العاصمة الدولي، مطار بكين داشينغ الدولي                                                                |
| طيران الصين اكسبرس  | مطار تشونغتشينغ جيانغبى الدولي، مطار داليان الدولي                                                               |
| Jiangxi Air         | مطار نانجينغ الدولي                                                                                              |
| خطوط شاندونغ الجوية | مطار تشنغدو شوانغليو الدولي، مطار كونمينغ جانغشوي الدولي، مطار غينغادو جياودونغ الدولي، مطار شيامن قاوتشي الدولي |
| خطوط شينزين الجوية  | مطار قوانغتشو باييون الدولي، مطار شانغهاي هونغكياو الدولي، مطار شينزين باوان الدولي                              |
| خطوط تيانجين الجوية | مطار هايكو ميلان الدولي، مطار تيانجين الدولي                                                                     |